# Sorin Lerescu
Sorin Lerescu (n. 14  noiembrie 1953, Craiova) este un compozitor român contemporan, profesor de contrapunct și compoziție.

## Biografie

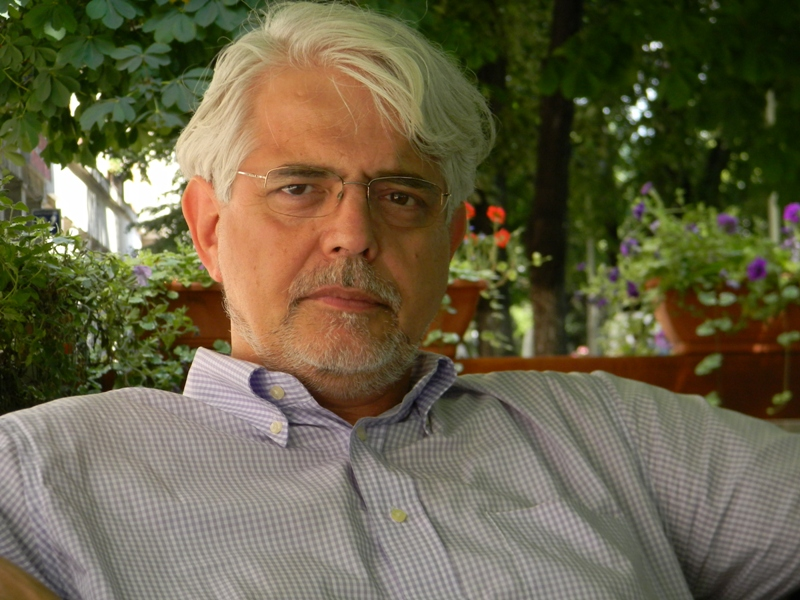
Sorin Lerescu

Sorin Lerescu a studiat compoziția la Universitatea Națională de Muzică București cu Tiberiu Olah și Anatol Vieru. Studii post-universitare cu Ton de Leeuw, Brian Ferneyhough și Morton Feldman. 
În 1982 a fondat Grupul de Muzică Nouă TRAIECT, un ansamblu cameral cuprinzând 7 instrumente (flaut, clarinet, vioară, violoncel, trombon, percuție și pian) la pupitrul căruia se află și în prezent, prezentând publicului din România și din străinătate un mare număr de opus-uri contemporane și acoperind un spectru larg de stiluri și tendințe estetice, proprii muzicii noi. 
Fondator (în 1997) și director artistic al Festivalului Internațional Întâlnirile Muzicii Noi de la Brăila, președinte al Secțiunii Naționale Române a Societății Internaționale de Muzică Contemporană (SNR-SIMC) (2003-2013), director artistic al Festivalului Săptămâna Internatională a Muzicii Noi, București, ediția a 14-a (2004), co-director artistic al ediției a 19-a (2009) și al edițiilor 2005-2012 ale Festivalului Internațional „MERIDIAN, Zilele SNR-SIMC“, București. Este membru UCMR (Uniunea Compozitorilor și Muzicologilor din România) și membru SACEM (Societatea Autorilor, Compozitorilor și Editorilor de Muzică - Paris).
A participat la festivaluri importante de muzică contemporană: Trondheim, Darmstadt, Tallinn, Roma, Paris, Varșovia, Chișinău, Belgrad, Cluj-Napoca, Gent, București, Brăila, Budapesta, Timisoara, Odesa, Reggio Emilia, Minsk, Tirana, Plovdiv, Sofia, Curitiba, Minneapolis, ISCM World (New) Music Days: România / Republica Moldova 1999, Slovenia 2003, Elveția 2004, Croația 2005, Stuttgart 2006, Hong Kong 2007, Lituania 2008, Suedia 2009, Australia 2010, Croația 2011, Belgia 2012. 
A susținut seminarii și cursuri de compoziție în străinătate și în țară, fiind invitat al unor prestigioase instituții cu profil muzical. În octombrie 2001, Sorin Lerescu a fost invitat să susțină un seminar de compoziție la Istituto Musicale „Achille Peri” din Reggio Emilia (Italia). În noiembrie 2003 a făcut parte din Juriul internațional de compoziție al Premiului „Valentino Bucchi” din Roma, unde a susținut și un master class de compoziție. Membru în Juriul internațional de compoziție al ISCM-CASH Young Composer Award 2006 la Festivalul ISCM World New Music Days 2006, Stuttgart. În 2008 a susținut un curs de compoziție la Facultatea de Muzică a Universității de Vest din Timișoara. Președinte al Juriului internațional de compoziție de la Plovdiv (2008). Membru în jurii internaționale de compoziție la Sofia (Bulgaria) (în 2010 și 2013) și la Curitiba (Brazilia) (în 2011).
În 2014 Sorin Lerescu a fost invitat în Statele Unite, la Minneapolis, Statul Minnesota, unde a susținut conferințe despre muzica sa și despre muzica românească contemporană la Anderson Music Building of Augsburg College, la University of Minnesota – Institute for Global Studies și la University of Minnesota – School of Music, la clasa de compoziție a lui James Dillon.
Deținător al Premiului Uniunii Compozitorilor și Muzicologilor pentru muzică de cameră pe anul 2003 și al Premiului „George Enescu” al Academiei Române pentru creație muzicală pe anul 2003. Distins cu Meritul Cultural în 2004. 
Este doctor în muzicologie al Academiei de Muzică „Gh. Dima” din Cluj-Napoca (1999).

## Creația

### Trăsături generale
Perspectiva estetică în care se încadrează multe dintre lucrările compozitorului Sorin Lerescu pornește de la ideea de contrast, de evoluție antinomică a mai multor elemente de construcție muzicală. Dihotomiile de tipul: consonanță-disonanță, unu-multipli, continuitate-discontinuitate se regăsesc în opus-urile sale în diferite clase de compoziții cum sunt: Solo-Multipli, Phonologos, Proportions, Actio, Modalis, dar și în lucrările simfonice.
Ideea de improvizație și ethos-ul modal sunt, de asemenea, prezente în muzica lui Sorin Lerescu,  propensiunea pentru un limbaj muzical impregnat de conotații semantice și filosofice de esență.
Se poate observa și o anumită tipologie a gestului componistic, în care utilizarea diferitelor mecanisme de dezvoltare sonoră  se concretizează în planul macroformei fie prin structurări și destructurări ale traiectelor muzicale ori prin acumulări de tipul texturilor, fie prin juxtapunerea sau superpoziția diferitelor module sonore.

### Muzică simfonică cu / fără soliști
- Modalis I pentru orchestră, Op.10 (1979)
- Ambianțe, Concert pentru orchestră de coarde, Op.15 (1981)
- Simfonia I, Op.21 (1984)
- Modalis II, Concerto per flauto e orchestra, Op.26 (1986)
- Simfonia II, Op.28 (1987)
- Simfonia III, Op.37 (1994)
- Simfonia IV cu orgă, Op.47 (2001)
- Momente,  pentru orchestră de coarde, Op.48 (2001)
- Sax-Concerto, for saxophone(s) and orchestra, Op.54 (2004)
- Modalis III, Concerto for flute and flute orchestra, Op.57 (2006)
- Side by Side, Dublu Concert pentru saxofon, violă și orchestră, Op.65 (2009-2010)
- Simfonia V ("a viselor"), Op.71 (2012)

### Muzică vocal-simfonică
- Cantata I, pentru 3 grupuri concertino, tenor, bariton și grup vocal de copii, Op.11 (1979)
- Cantata II, pentru soliști, cor mixt și orchestră, Op.29 (1988)

### Muzică de cameră (selecții)
- Cvartet de coarde nr. 1, Op.8 (1978)
- Muzică pentru saxofon și percuție, Op.12 (1980)
- Piano-Canto, pentru pian solo, Op.14 (1980)
- Actio, pentru vioară solo, Op.13 (1980)
- O oră de iubire, ciclu de lieduri pentru mezzosoprană, bas și pian pe versuri de Gheorghe Tomozei, Op.16 (1982)
- Phonologos II, pentru claviaturi, trombon, contrabas, percuție și bandă magnetică, Op.17 (1983)
- Sunet-formă-culoare I pentru n instrumente și bandă magnetică, Op.20 (1983)
- Solo-Multipli, pentru instrumente soliste sau combinarea lor diferită: Muzica pentru un clarinetist, Op.19 (1983)
- Phonologos III, pentru orgă sau pian solo, Op.22 (1984)
- Proportions, pour flute seule (amplifié), Op.23 (1984)
- Solo-Multipli, pentru instrumente soliste sau combinarea lor diferită: Muzică pentru percuție, Op.24 (1985)
- Solo-Multipli, pentru instrumente soliste sau combinarea lor diferită: Muzica pentru contrabas, Op.25 (1985)
- Solo-Multipli, pentru instrumente soliste sau combinarea lor diferită: Muzica pentru trombon, Op.27 (1986)
- Configuratii - cvartet de coarde nr.2, Op.30 (1988)
- Phonologos IV, pentru 6 instrumentiști, Op.31 (1991)
- Suono-Tempo, pentru 9 instrumentiști, Op.32 (1991)
- Reflex-Quattro, pentru cvartet de saxofoane, Op.33 (1992)
- Eikona, pentru 7 instrumentiști, Op.34 (1993)
- Phonologos V, pentru 7 instrumentiști, Op.35 (1993)
- Sax-Études pour Daniel Kientzy, Op.36 (1993)
- Les jeux sont faits, pentru ansamblu instrumental, Op.38 (1995)
- Reflex 5, pentru grupuri de percuție, Op.39 (1996)
- Solo-Multipli, pentru instrumente soliste sau combinarea lor diferită: Muzica pentru violoncel, Op.41 (1996)
- Phonologos I, pour des groupes instrumentaux, Op.40 (1996)
- Aer marin, pentru vioară solo, Op.43 (1997)
- Side Show, for trombone and chamber ensemble, Op.42 (1997)
- Tempero, pentru clarinet, percuție și bandă magnetică, Op.45 (1999)
- Doppio ..., pentru ansamblu instrumental (oboi, clarinet, fagot, percuție, vioară și violoncel), Op.46 (1999)
- Austral, pentru clarinet solo, Op.49 (2001)
- Sailing, pentru 7 instrumentiști, Op.50 (2002)
- Proportions II, pentru flaut și ansamblu cameral, Op.51 (2002)
- (Dis)continuum, for instrumental ensemble and tape, Op.52 (2003)
- Voices, for flute, clarinet, trombone and percussion, Op.53 (2003)
- Soul Trio, for Alto Saxophone, Viola and Piano, Op.55 (2005)
- Actio II, for Viola, Op.56 (2005)
- Topos, for 14 instrumentalists, Op.58 (2006)
- Geöffnete Augen, for instrumental ensemble, Op.60 (2007)
- Soli Insieme, for flute, percussion and piano, Op.61 (2007)
- Fjord for instrumental ensemble, Op.62 (2007)
- Venice-Rio, for a percussionist and tape, Op.63 (2008)
- Voici, venir... pour saxophone alto, Op.64 (2008)
- Échantillons for instrumental quintet, Op.66 (2009)
- Impressions, String Quartet no 3, Op.67 (2010)
- Solitude pentru vioară și pian, Op.68 (2011)
- Guaratuba (for solo Tuba), Op.69 (2011)
- Phonologos VI for 2 accordions, Op.72 (2012)
- Suono Tempo II for chamber ensemble, Op.73 (2012)
- Portrait imaginaire pour mezzo-soprano, saxophone et piano, Op.74 (2013)
- Relatio for  tenor, flute, clarinet, cello and piano, Op.75 (2014)

### Muzică electronică
- (DIS)CONTINUUM II - Music for MIDI Controller, Op.59 (2006)

### Muzică de scenă
- URMUZICA, operă în 2 acte și 4 tablouri după poemul erotico-eroic și muzical "Fuchsiada" de Urmuz. Libret și dramatizare: Pavel Pușcaș, Op.44 (1998)

## Cărți
- Teatrul instrumental, Editura Fundației România de Mâine, București, 2001
- Sinteze de contrapunct, Editura Fundației România de Mâine, București, 2003
- În lumea muzicii contemporane, Editura Muzicală, București, 2011
- Contrapunct, Editura Fundației România de Mâine, București, 2011
- Contrapunct, Curs în tehnologie IFR, Editura Fundației România de Mâine, București, 2012